# Ulrich Schnauss
Ulrich Schnauss (Kiel, 1977) è un musicista, produttore discografico remixer tedesco, che ha spaziato in generi che vanno dall'indietronica alla drum and bass.

## Biografia
Ulrich Schnauss è nato nella città portuale di Kiel, in Germania settentrionale, nel 1977. Durante gli anni formativi, sviluppò un amore per un largo spettro di musica che va dai Tangerine Dream ai My Bloody Valentine, dai Chapterhouse ai primi pezzi bleep & breakbeat. Non aveva molta possibilità di vedere i suoi eroi musicali a Kiel, quindi l'inevitabile attrazione per la metropoli lo portò a Berlino nel 1996.
In quel periodo la produzione musicale di Ulrich era già divenuta prolifica sotto una varietà di pseudonimi (i più rilevanti erano View to the Future ed Ethereal 77), variando dall'ambient alla drum and bass passando per l'elettronica. Queste produzioni iniziali catturarono presto l'attenzione dell'etichetta di elettronica di Berlino CCO (City Centre Offices), che iniziò la sua avventura discografica.
"Era diventata una cosa ormai regolare, questi pacchi anonimi inviati a noi da Berlino su un singolo CD, uno scarabocchio a penna che ad un'analisi più attenta si rivelava essere semplicemente la firma 'Ethereal 77'. Ulrich aveva creato musica per anni producendo, modificando, mettendo insieme questo suono notevole. E lo stesso ognuna di queste puntate di CD rivelava ogni volta qualcosa di sempre più personale."
Presto queste spedizioni alla CCO si trasformarono nel primo album di Ulrich pubblicato con il suo nome, Far Away Trains Passing By che, immergendosi lentamente nella coscienza dell'ascoltatore, divenne un classico dell'elettronica. Gli ascoltatori furono trasportati dalla lussuosa produzione strumentale e l'emozione dell'elegante, semplice ma meravigliosa musica.
Ma nulla avrebbe potuto far presagire l'armata di fan che si sarebbe procurato con la sua seconda produzione, A Strangely Isolated Place, uscito nel 2003, che si mostrò essere l'album in cui Ulrich dimostra parte della sua influenza indie giovanile. Il suo album di debutto sotto il suo vero nome lo caratterizzò come compositore di musica elettronica emergente, ma in qualche modo è riuscito ad andare oltre, sviluppando il suo interesse per la scrittura di testi delle canzoni di musica elettronica, nato dall'amore per i giganti del mondo indipendente come Kevin Shields dei My Bloody Valentine e Robin Guthrie dei Cocteau Twins. Da questa modesta concezione è derivata una produzione di sorprendente e raro potere emozionale.
A Strangely Isolated Place si può paragonare ad uno di quegli eventi straordinari e rari; una produzione crescente in statura per il valore della sua crescente abilità nel trasmettere di più che le solite aride trattazioni accademiche sullo stato del sintetizzatore, ma anche più dei meandri solipsistici da monolocale.
"Quando lavori con i computer e le tastiere per un certo numero di anni, diventano non più molto affascinanti in sé. Ho acquistato confidenza dopo che la gente ha iniziato a scoprire Far Away Trains Passing By, e non ha smesso di farlo da quel momento. Questa volta ho deciso di non compromettere ciò che volevo fare facendomi condizionare da ciò che pensavo che la gente volesse che io facessi."
I risultati sono una produzione stranamente retro-futurista, che deve più a Loveless dei My Bloody Valentine o alla colonna sonora di Blade Runner di Vangelis che ai pari di Ulrich riguardo ai computer.
Dall'uscita di entrambi gli album è stato chiesto ad Ulrich di remixare e lavorare con molti artisti, tra cui: Port-Royal, Mojave 3, Longview, Johannes Schmoelling, The Zephyrs, Lunz (Rodelius), ecc.
All'inizio del 2007 è entrato a far parte del gruppo indie rock inglese Longview come tastierista.
(traduzione da  con regolare permesso al 20/02/2007)
Nel 2007 c'è stata l'uscita di un EP di carattere antologico intitolato Quicksound memory.
Nel 2010 entra a far parte come tastierista nella band inglese degli Engineers.
Dal 2014 fa parte stabilmente come tastierista dei Tangerine Dream.

## Pseudonimi e gruppi
- Ulrich Schnauss
- Ethereal 77
- View to the Future
- Hexaquart
- Police in Cars with Headphones
- Hair (con Alex Krueger)
- Longview

## Discografia

### Produzioni
- View to the Future - Broken
  - Etichetta: White Label
  - Formato: 12" single
  - Anno: 1995
- Police in Cars With Headphones - Wegwerfgesellschaft
  - Etichetta: FSP
  - Formato: CD album
  - Anno: 1995
- View to the Future - Journey to the Other World
  - Etichetta: VTTF
  - Formato: 12" single
  - Anno: 1996
- View to the Future - Purity
  - Etichetta: Alphakid Recordings
  - Formato: 12" single
  - Anno: 1997
- View to the Future - Music Is Music
  - Etichetta: Airdrops
  - Formato: 12" single
  - Anno: 1997
- Hair (con Alex Krueger) - We Rule the 80s
  - Etichetta: Müller
  - Formato: 12" EP
  - Anno: 1997
- View to the Future - The 7th Seal
  - Etichetta: Alphakid Recordings
  - Formato: CD album
  - Anno: 1997
- View to the Future - Unicorn
  - Etichetta: Case Invaders
  - Formato: 12" single
  - Anno: 1998
- Hair (con Alex Krueger) - Hair 2
  - Etichetta: USM
  - Formato: 12" EP
  - Anno: 1998
- Ethereal 77 - Spring Rmx
  - Etichetta: Base Daddy
  - Formato: 12" single
  - Anno: 1999
- Ethereal 77 - Landscapes
  - Etichetta: Base Daddy
  - Formato: CD album
  - Anno: 1999
- Junkie Sartre vs. Hexaquart - Ignorance
  - Etichetta: Force Tracks
  - Formato: 12" EP
  - Anno: 2000
- Hexaquart - Exploitation
  - Etichetta: Lifetime
  - Formato: 12" EP
  - Anno: 2001
- Ulrich Schnauss - Far Away Trains Passing By
  - Etichetta: City Centre Offices
  - Formato: CD / LP
  - Anno: 2001
- Ethereal 77 - Zero Gravity
  - Etichetta: Looking Good
  - Formato: 12" single
  - Anno: 2002
- Ulrich Schnauss - A Strangely Isolated Place
  - Etichetta: City Centre Offices (Europe) / Domino (US)
  - Formato: CD / 2xLP
  - Anno: 2003
- Ulrich Schnauss - Quicksand Memory
  - City Centre Offices/Domino
  - Formato: EP
  - Anno: 2007
- Ulrich Schnauss - Goodbye
  - Etichetta: Independiente (Europe) / Domino (US)
  - Formato: CD/LP
  - Anno: 2007

### Remix
- come Ulrich Schnauss
  - Port-Royal - Stimmung (Resonant Recordings)
  - Johannes Schmoelling - Icewalk (Viktoriapark – in collaborazione con With Robert Wässer)
  - Hrk - Love World (Joint Records)
  - Obscure Celebrities - Fahreinheit (Gooom Disques)
  - I'm Not A Gun - Make Sense & Loose (City Centre Offices)
  - Justin Robertson - Love Movement (Bugged Out)
  - Mojave3 - Bluebird of Happiness (4ad)
  - Longview - Can't Explain (14th Floor Rec)
  - Longview - Will You Wait Here (14th Floor Rec)
  - Pete Lawrence - Musical Box (Big Chill)
  - Sia - Breathe Me (Go Beat)
  - Depeche Mode - Little 15 (Reprise/Mute)
  - Pet Shop Boys - Memory of the Future
  - The Zephyrs - Stand Round Hold Hands (Club Ac30)
- come View to the Future
  - Korsakow & Nudge (Usm)
- come Hexaquart
  - Daniel Lodig - Connect (Müller)
  - Beroshima - Electronic Discussion (Müller)
  - Mark Gardener - 'The Story of The Eye' (Sonic Cathedral)

### Comparse in compilation
- Police in Cars With Headphones - "Bitte Lächeln - Wenn Sie Wollen" su Artgenda 96
- View to the Future - "Addicted to Your Smile" su Barcode
- Tinkabell - "Rosarotes Meer" su Chillin' Voices 2 (Shift Music - Collaboration With K. Hein)
- Ethereal 77 - "Forever" su Schöne Neue Welt (Space Teddy)
- Ethereal 77 - "Oblivion & - Open Skiez" su Unpleasant Poems (Ground Liftaz)
- Ulrich Schnauss - "Nothing Happens in June" su Mashed Mellow Grooves 5
- Ulrich Schnauss - "You Were the Only One Around" su The Sound of the Cosmos (Hooj Choons)
- Ulrich Schnauss - "Crazy For You & - Wherever You Are" su Blue Skied An' Clear (Morr Music)
- Ulrich Schnauss - "As If You've Never Been Away" su The Trip (Universal)
- Ulrich Schnauss - "On My Own (Sasha Involver remix)" su Involver (Global Underground)
- Ulrich Schnauss - "Nobody's Home (Asad Rizvi's Silvering Mix)" su "Nick Warren: Reykjavik" (Global Underground)